# Kriegerdenkmal Priorau

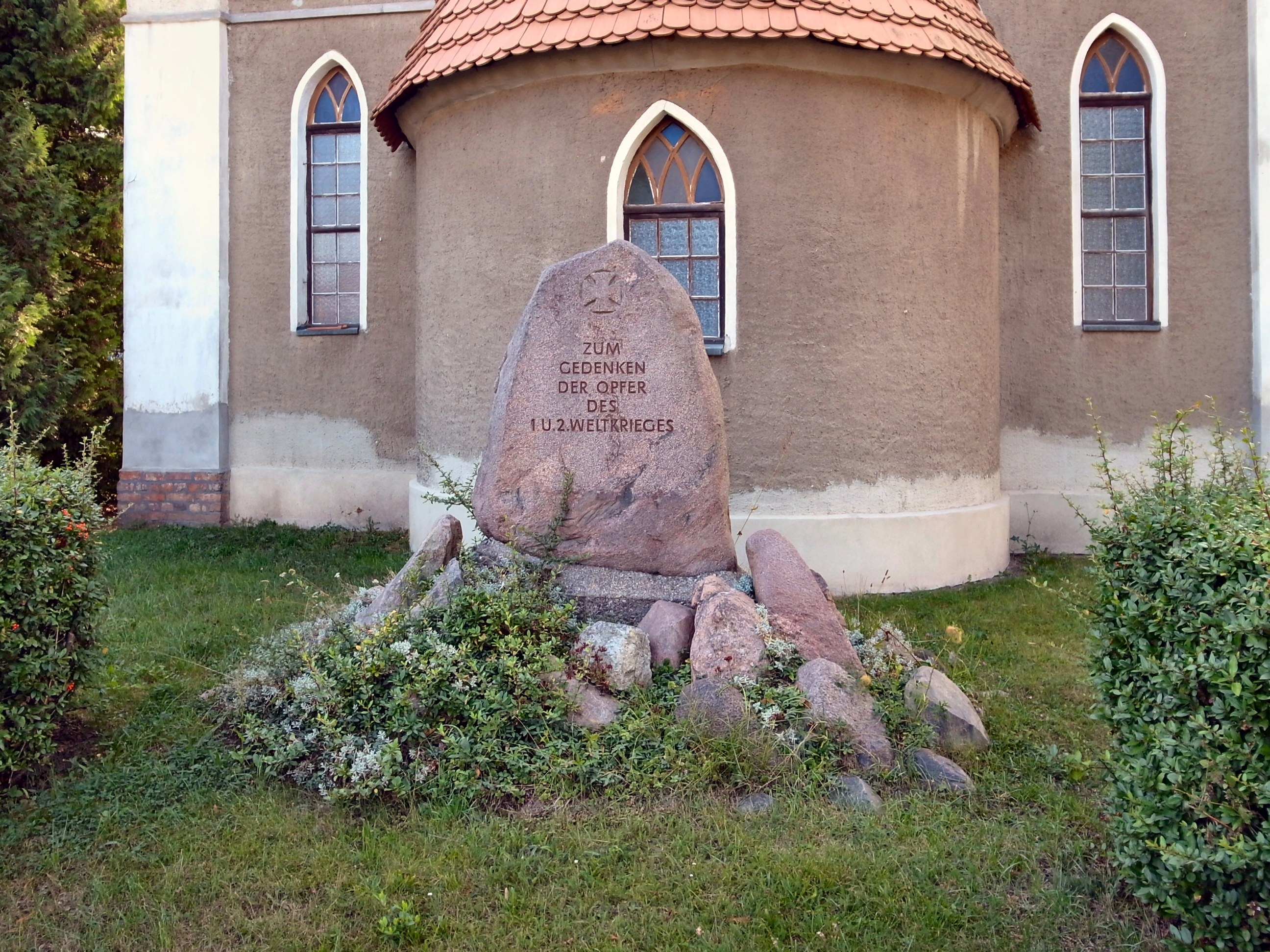
Kriegerdenkmal an der Kirche in Priorau

Das Kriegerdenkmal von Priorau ist ein denkmalgeschützter Gedenkstein im Ortsteil Priorau der Stadt Raguhn-Jeßnitz in Sachsen-Anhalt. Im örtlichen Denkmalverzeichnis ist der Gedenkstein unter der Erfassungsnummer 0947170 als Baudenkmal verzeichnet.
Beim Kriegerdenkmal in Priorau handelt es sich um einen Gedenkstein für die Opfer des Ersten Weltkriegs und des Zweiten Weltkriegs. Der Gedenkstein ist ein aufrechtstehenden Findling mit der Inschrift: ZUM GEDENKEN DER OPFER DES 1.U.2. WELTKRIEGS. Er wurde 1925 eingeweiht und war ursprünglich nur zum Gedenken an die Opfer des Ersten Weltkriegs gedacht, wurde später erweitert, damit er auch an die Opfer des Zweiten Weltkriegs mahnt. Dazu wurde eine neue Inschrift angebracht. Der Gedenkstein befindet sich östlich der Kirche mit am Kirchplatz, mittig vor der Apsis. Das Kriegerdenkmal von Priorau steht seit 2017 unter Denkmalschutz.